# Яшилькуль
Яшильку́ль (тадж. Яшилкӯл; с 2021 года — Джамшед) — пресноводное подпрудное озеро на Южном Памире в Горно-Бадахшанской автономной области на юго-востоке Таджикистана. Из озера вытекает река Гунт, правый приток Пянджа в бассейне Амударьи.
Расположено в горной долине между Северо-Аличурским и Южно-Аличурским хребтами на высоте 3734 метров. Занимает площадь 35,6 км². Глубина достигает 52 метров. Объём по данным 1978 года составлял 0,45 км³.
Образовалось в результате горного обвала, перегородившего русло реки Аличур.
Питание снеговое и ледниковое. Летняя температура воды у поверхности достигает 12—14 °C. Ледостав длится 90—120 суток. Минерализация воды 128—140 мг/л, рН 7,5—8,0; прозрачность 2,5—3,0 м.
Яшилькуль вместе с озером Булункуль входит в состав особого орнитологического района площадью 1500 км², включающего горные пастбища, водно-болотные угодья, пустыни и горные склоны (Таджикский национальный парк).